# Fédération de l'union des alévis de France
La Fédération de l'union des alévis de France (FUAF) regroupe les mouvements alévis de France. Elle a été créée en 1998 et son siège à Paris (XIIIe).

## Présentation
La fédération regroupe dix-huit centres culturels alévis (CCA) laïcs et républicains répartis sur l’ensemble du territoire métropolitain français. Elle compte au total plus de 2700 membres[réf. nécessaire] issus, en général, de l’immigration turque des quarante dernières années et dont une grande majorité est de nationalité française.
La FUAF est rattachée à la Confédération européenne des alévis qui représente quatorze fédérations (dont la FUAF) dans différents pays de l’Union européenne (dont une association à Chypre) et compte 300 associations membres.

## Actions
En 2012, le président de l'association, Erdal Kılıçkaya, publie une tribune dans Le Monde pour dénoncer « l'islamisation des institutions et de la société turques ».
En 2015, l'association organise une manifestation à Strasbourg, réunissant environ 1 500 personnes, contre l'organisation du meeting politique de Recep Tayyip Erdoğan.
Dans le cadre de la confédération des associations alévies d'Europe, un voyage est organisé en 2018 en Arménie pour rendre hommage aux Arméniens tués durant le génocide de 1915, et ainsi leur montrer le soutien des Alévis. Elle prévoit de construire un monument à Erevan pour témoigner de l'amitié entre alévis et Arméniens.